# Vincenzo Pedini
Vincenzo Pedini (* 23. August 1920; † 20. Januar 1987) war ein Politiker aus San Marino, der unter anderem drei Mal (1946, 1949–50, 1953) Capitano Reggente war.

## Leben
Vincenzo Pedini war zwischen dem 24. März 1945 und dem 17. März 1949 Mitglied des sechsten Kabinetts sowie zudem gemeinsam mit Giuseppe Forcellini vom 1. April 1946 bis zum 1. Oktober 1946 erstmals Capitano Reggente und damit einer der beiden kollegial amtierenden gleichberechtigten Staatsoberhäupter von San Marino.
Er wurde am 27. Februar 1949 für das Komitee der Freiheit Comitato della Libertà (CdL) erstmals Mitglied des Großen und Allgemeinen Rates (Consiglio Grande e Generale) und gehörte diesem in der 13., 14., 15. und der 16. Legislaturperiode bis zu seinem Ausschluss 1960, wobei er seit dem 16. September 1951 die Kommunistische Partei PCS (Partito Comunista Sammarinese) vertrat. In dieser Zeit war er zwischen dem 17. März 1949 und dem 30. Juni 1951 auch Mitglied des siebten Kabinetts. Zusammen mit Agostino Biordi bekleidete er vom 1. Oktober 1949 bis zum 1. April 1950 zum zweiten Mal das Amt des Capitano Reggente und war im neunten Kabinett zwischen dem 25. September 1951 und dem 5. Februar 1955 als Kabinettsmitglied und war im Anschluss bis zum 16. September 1955 erster Minister für öffentliche Arbeiten (Deputato per i Lavori Pubblici). Während dieser Zeit fungierte er außerdem vom 1. April bis zum 1. Oktober 1953 gemeinsam mit Alberto Reffi zu dritten Mal als Capitano Reggente.
Im zehnten Kabinett übernahm Pedini zwischen dem 16. September 1955 und dem 23. Oktober 1957 die Ämter als Wirtschaftsminister und Arbeitsminister (Deputato per l’Economia a il Lavoro). Am 13. September 1964 wurde er für die PCS erneut Mitglied des Großen und Allgemeinen Rates und gehörte diesem nunmehr in der 17. und der 18. Legislaturperiode bis zum 8. September 1974 an. Während der 20. Legislaturperiode war er vom 28. Mai 1978 bis zum 29. März 1983 noch einmal Mitglied des Consiglio Grande e Generale.

## Hintergrundliteratur
- Domenico Gasperoni: I Governi di San Marino. Storia e personaggi, AIEP Editore, Serravalle 2015, ISBN 978-88-6086-118-4